# Robert Wallis
Pour les articles homonymes, voir Wallis.
Robert Wallis né le 7 novembre 1794 et mort le 23 novembre 1878 est un graveur britannique d'origine anglaise, interprète de Turner.

## Biographie
Né à Londres, Wallis est le fils du graveur Thomas Wallis, assistant de Charles Heath (en) (1785-1848) et mort en 1839. Son père lui enseigne la gravure et il devient l'un des plus talentueux du groupe de paysagistes extrêmement habiles qui s'épanouirent au cours du deuxième quart du XIXe siècle et excellèrent particulièrement dans l'interprétation du travail de Turner.

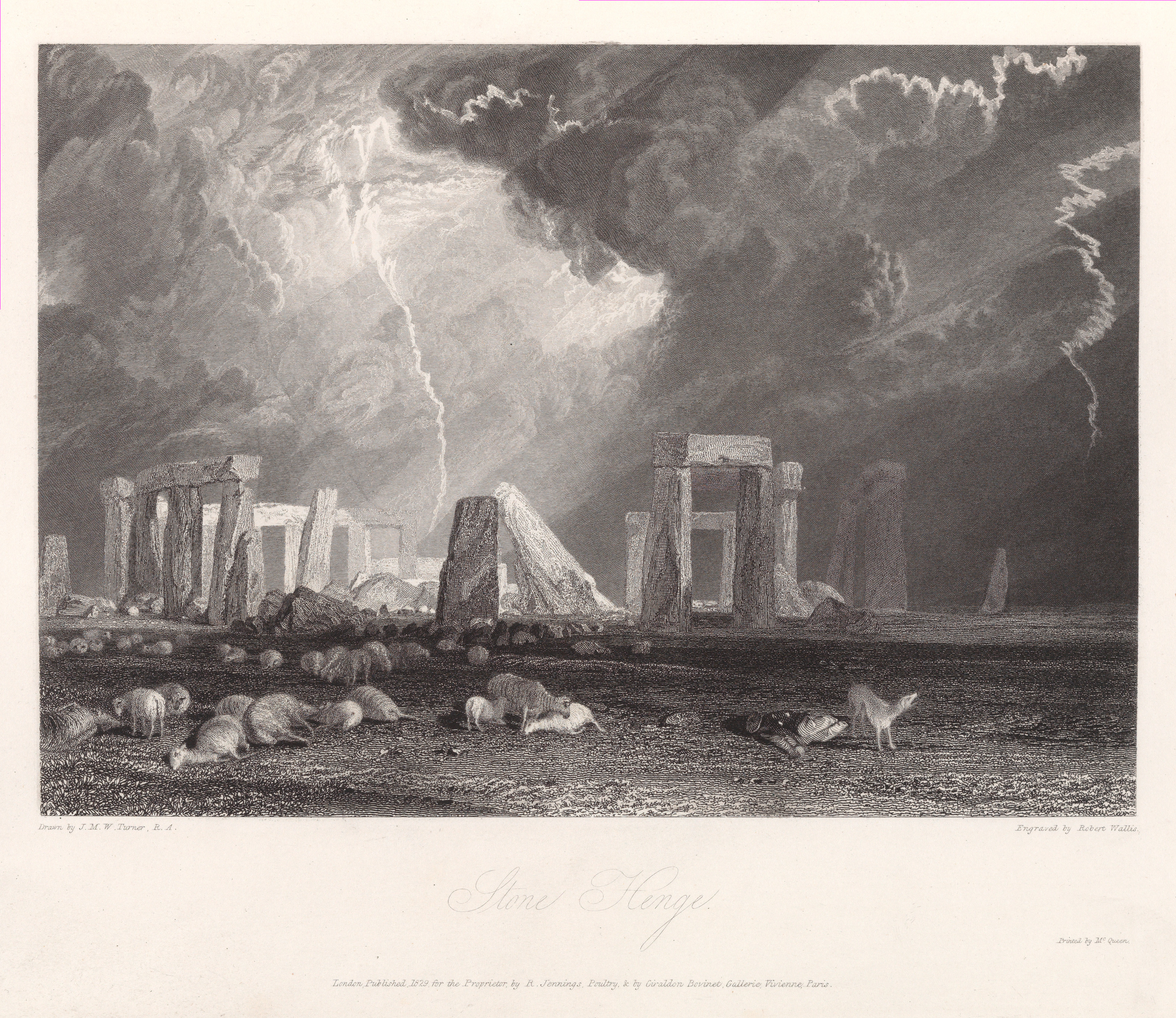
Stone Henge, illustration pour Picturesque Views in England and Wales (1832).

Robert Wallis a interprété en gravure des compositions de Turner, par exemple des Picturesque Views on the Southern Coast of England (Vues pittoresques de la côte sud de l'Angleterre, 1826), en société avec George Cooke, ou bien encore England and Wales (Angleterre et pays de Galles) et Rivers of France (Rivières de France) ; il illustre l'album Picturesque Annual (1832) de Charles Heath ; également, l'album Landscape Annual de Robert Jennings. On trouve ses gravures dans les belles éditions des œuvres de Walter Scott, Thomas Campbell et Samuel Rogers, mais aussi dans des périodiques comme Keepsake, The Amulet, et The Literary Souvenir, et de nombreuses autres publications.
Sur une plus grande échelle, il a gravé diverses plaques pour The Art Journal, d'après Turner, Callcott, Stanfield, Fripp, etc. Les meilleures productions de Wallis sont les grandes plaques, toujours d'après Turner, Lake of Nemi et Approach to Venice ; cette dernière épreuve a été exposée à la Royal Academy en 1859 et, une fois achevée, il se retira de la profession. 
Il passe le reste de sa vie à Brighton, où il meurt le 23 novembre 1878.

## Famille
Henry Wallis (1805? –1890), frère de Robert, s'exerce pendant quelques années comme graveur de vignettes destinées aux livres, mais fut très tôt contraint, du fait d'attaques de paralysie, à chercher un autre métier. Il se tourna alors vers la vente d'estampes et devint finalement propriétaire de la French Gallery à Pall Mall, Londres, qu'il dirigea avec succès jusqu'à peu de temps avant sa mort, survenue le 15 octobre 1890.
Un autre frère, William Wallis, né en 1796, est connu pour ses plaques choisies exécutées pour «Landscape Annual», «Annual» de Jennings, «Annual Picturesque», le «Keepsake», etc.